# Ismael Zambada García
Ismael Zambada García (El Álamo, 1º gennaio 1948) è un criminale messicano, narcotrafficante e capo del cartello di Sinaloa.
Soprannominato El mayo o Don Ismael, prima di assumere la guida dell'intero cartello, ha svolto il ruolo di coordinatore logistico per la fazione Zambada-García del cartello di Sinaloa, che ha contribuito all'esportazione di cocaina ed eroina a Chicago e in altre città statunitensi via treno, nave, jet e sottomarino.

## Biografia
L'organizzazione di Zambada García, facente parte del cartello di Sinaloa, riceveva tonnellate di cocaina, per lo più via mare da produttori colombiani. Dopo aver ricevuto la cocaina, il cartello di Sinaloa utilizzava una varietà di metodi di trasporti, tra cui aeroplani, camion, automobili, barche e tunnel per trasportare la cocaina negli Stati Uniti. I membri del cartello contrabbandano la cocaina in Arizona, California, Chicago e New York.
L'organizzazione operava principalmente negli Stati messicani di Sinaloa e Durango, ma esercitava un'influenza su gran parte della costa del Pacifico del Messico, così come a Cancun, Quintana Roo, Sonora, Monterrey e Nuevo Leon. L'FBI aveva offerto una taglia fino a 5 milioni di dollari per chi desse delle informazioni che portassero alla sua cattura.
Il 20 ottobre 2008, alcuni dei suoi parenti sono stati arrestati a Città del Messico per accuse di traffico di droga, tra cui il fratello di Ismael, Jesus "The King" Zambada, insieme al figlio e al nipote di Ismael. Un altro suo figlio, Ismael "El Mayito" Zambada Jr. è stato arrestato nel 2014 ed un altro ancora, Vicente Zambada Niebla, è stato arrestato dall'esercito messicano il 18 marzo 2009.
Zambada ha diretto il cartello Sinaloa in collaborazione con Joaquín "El Chapo" Guzmán, fino al 2016, quando El Chapo è stato arrestato e ne ha assunto il pieno controllo. Zambada è il signore della droga più duraturo e potente del Messico e per sfuggire alla cattura, pare che si fosse sottoposto ad un intervento di chirurgia plastica. Zambada è stato arrestato a El Paso, in Texas, il 25 luglio 2024, assieme a Joaquín Guzman Lopez, figlio di El Chapo.